# Deux loufoques attaquent la Banque d'Italie
Pour plus de détails, voir Fiche technique et Distribution.
Deux loufoques attaquent la Banque d'Italie (Come svaligiammo la Banca d'Italia) est une comédie policière italienne réalisée par Lucio Fulci et sortie en 1966.
Il s'agit d'une reprise parodique des films Sept Hommes en or et Le Pigeon.

## Synopsis
Le duo d'abruti aurait intention de braquer une banque.

## Fiche technique
Sauf indication contraire, les informations mentionnées dans cette section peuvent être confirmées par la base de données cinématographiques IMDb,  présente dans la section « Liens externes ».
- Titre français : Deux loufoques attaquent la Banque d'Italie[2]
- Titre original : Come svaligiammo la Banca d'Italia
- Réalisation : Lucio Fulci
- Scénario : Alfonso Brescia, Roberto Gianviti (it), Amedeo Sollazzo (it), Lucio Fulci
- Photographie : Fausto Rossi (it)
- Montage : Nella Nannuzzi
- Décors : Francesco Calabrese
- Musique : Lallo Gori
- Sociétés de production : Anteos, Fono Roma
- Pays de production :  Italie
- Langue de tournage : italien
- Format : Couleurs Technicolor - 2,35:1 - Son mono - 35 mm
- Genre : Comédie policière
- Durée : 100 minutes
- Dates de sortie :
  - Italie : 18 mars 1966
  - France : 19 juillet 1967[2]

## Distribution
- Franco Franchi : Franco
- Ciccio Ingrassia : Ciccio
- Lena von Martens : Marilina
- Mirella Maravidi : Rosalina
- Mario Pisu : Paolo
- Luisa Rispoli : La compagne de Paolo
- Adriana Ambesi : L'amie de Paolo
- Alfredo Adami : Le garçon de la bande
- Enzo Andronico : L'homme au tic
- Umberto D'Orsi : Le commissaire
- Mirko Ellis : Mirko
- Fiorenzo Fiorentini : Romoletto
- Furio Pellerani : Ferdinando
- Mino Pellerani : Fabio
- Carlo Taranto : Pasquale Aniello
- Giulio Saturnino : Filippo
- Luciano Bonanni : Le portier de l'auberge